# Самац (филм)
Самац (енгл. A Single Man) је филмска адаптација истоименог романа у режији Тома Форда. Премијера филма била је на 66. Филмском фестивалу у Венецији, где је освојио Златног лава за најбољи филм и Квир лава за најбољи филм са геј тематиком. Колин Ферт је у Венецији добио Волпи пехар, а у Великој Британији награду BAFTA за најбољег глумца у главној улози. Био је номинован и за Оскар за најбољег главног глумца. Џулијана Мур је била номинована за Златни глобус за најбољу споредну глумицу. Критика је похвалила Фордов редитељски деби. За филм су рекли да је „стилизован и софистициран, пун детаља естетске намене“. Похвалили су и то што је Форд оживео моду шездесетих захваљујући црним, елегантним оделима са уским краватама и цигаретама у стилу Брижит Бардо.

## Радња
„Самац“ је прича о средовечном професору једног калифорнијског универзитета, који је на ивици да изврши самоубиство. Наиме, када Џим, његов дугогодишњи партнер, погине у саобраћајној несрећи, професор пада у тешку депресију и схвата да када се изгуби неко толико близак, ништа нема смисла. Пре него што ће окончати свој живот, видеће се са младићем који му се допада, својим најбољим учеником и са најбољом пријатељицом Чарли, која је одувек помало била заљубљена у њега. Међутим, нико од њих није му се учинио као разлог довољан да живи због њега.

## Улоге
| Глумац          | Улога            |
| --------------- | ---------------- |
| Колин Ферт      | Џорџ Фалконер    |
| Џулијана Мур    | Чарли            |
| Метју Гуд       | Џим              |
| Николас Холт    | Кени Потер       |
| Џон Кортахарена | Карлос           |
| Џенифер Гудвин  | госпођица Странк |